# José María Jurado
José María Jurado (Sevilla, 1974) es un ingeniero de telecomunicaciones y escritor español.

## Biografía
Es autor de los libros de poemas La Memoria Frágil (Diputación de Cáceres, 2009), Plaza de Toros (Sevilla, Isla de Siltolá, 2010, obra ilustrada por el artista gráfico Pablo Pámpano), Tablero de Sueños (Sevilla, Isla de Siltolá, 2011) y Una copa de Haendel (Sevilla, Isla de Siltolá, 2013) y Gusanos de Seda (Badajoz, JMJ, 2016).
En 2011 publicó una colección de relatos, artículos y reflexiones bajo el título Cúpulas y Capiteles (Isla de Siltolá).
Es coautor de la antología Poesía para niños de 4 a 120 años en colaboración con los poetas Jesús Cotta y Javier Sánchez Menéndez, Isla de Siltolá, 2009.
Desde 2004 edita la web de miniaturas históricas El lector de almanaques de la que ofreció un adelanto en la plaquette que con el mismo título editó la Diputación de Huelva en 2007 con motivo de la celebración del centenario de Juan Ramón Jiménez.
En su blog escribe habitualmente notas sobre arte y literatura.
Su obra le ha merecido las siguientes distinciones: Premio FAS de Cáceres (1987), Accésit Miguel Serrano de Cáceres (1991), Premio Valbón de Valencia de Alcántara (1993), Accésit Gabriel y Galán (1996) y Premio Isabel de España (1997).
Asimismo ha sido finalista de los premios de poesía Loewe (2008) y Adonáis (2007).

## Obras
Es autor de los siguientes libros de poesía:
- Cuaresma, Sevilla, Cypréss, 2021 ISBN 9788412230079
- Que por mayo era por mayo, Córdoba, Ed. Calixto Torres Perales, 2019 ISBN 9788417070281
- Herbario de sombras, Sevilla, Ed. Los papeles del sitio, 2019 ISBN 9788494732171
- Gusanos de seda, Badajoz, Ed. JMJ, 2016 ISBN 9788460850656
- Una copa de Haendel, Sevilla, Ediciones de La Isla de Siltolá, 2013  ISBN 9788415993478
- Tablero de sueños, Sevilla, Ediciones de La Isla de Siltolá, 2011 ISBN 9788415039525
- Plaza de toros, Sevilla, Ediciones de La Isla de Siltolá, Anejo n.º 2, (con ilustraciones de Pablo Pámpano), 2010 ISBN 9788493767235
- La memoria frágil, Cáceres, Ed. Institución Cultural “El Brocense”, Diputación de Cáceres, 2009 ISBN 9788492473328

### Antologías
Los poemas de José María Jurado han sido incluidos en diversas antologías de poesía española contemporánea como: Poesía para niños de 4 a 120 años. Antología de autores contemporáneos, (Sevilla, Ed. La isla de Siltolá, 2010), Poetas en el Museo, (Sevilla, Asociación de Amigos del Museo Arqueológico , 2013), Poetas andaluces para el siglo XXI, (Sevilla, Con&Versos, La Isla de Siltolá, 2014), La luz se hizo palabra: Antología de poesía contemporánea judeocristiana en España (Coord. Antonio Praena, Madrid, Ed O_Lumen, 2019), Lengua en el paladar: Poesía en Sevilla 1978-2018, (edición de José Julio Cabanillas y Jesús Cotta, Sevilla, Ed. Thémata, 2019), De la estirpe de Bécquer: Los poetas de Sevilla recuerdan a Gustavo Adolfo Bécquer en el CL aniversario de su muerte, (Sevilla, Real Círculo de Labradores, 2020), entre otras.

## Reconocimientos
- Finalista del Premio Internacional de Poesía Fundación Loewe (2008).
- Finalista del Premio Adonais (2007).
- Premio de Poesía Colegio Mayor Universitario Isabel de España (1997).
- Accésit Premio Gabriel y Galán (1996).
- Premio Valbón de Poesía de Valencia de Alcántara (1993).